# Parbatsar
Parbatsar é uma cidade e um município no distrito de Nagaur, no estado indiano de Rajastão.

## Demografia
Segundo o censo de 2001, Parbatsar tinha uma população de 13,790 habitantes. Os indivíduos do sexo masculino constituem 54% da população e os do sexo feminino 46%. Parbatsar tem uma taxa de literacia de 61%, superior à média nacional de 59.5%: a literacia no sexo masculino é de 72% e no sexo feminino é de 47%. Em Parbatsar, 16% da população está abaixo dos 6 anos de idade.